# Пухирчик загострений
Пухирчик загострений (Physella acuta) — вид прісноводних черевоногих молюсків родини Physidae. Видова назва acuta перекладається з латини як «гостра»

## Поширення
Батьківщиною виду є Південна Європа та Північна Африка. У багатьох країнах Європи (наприклад Велика Британія, Данія, Польща, Білорусь та ін.) вважається інвазивним видом. Описаний вид Physa heterostropha (Say, 1817), що трапляється на сході США (Меріленд, Нью-Джерсі, Теннессі та Вірджинія) та на Кубі, зараз вважаєть молодшим синонімом P. acuta. Завезений до Чилі.
Мешкає в прісноводних річках, струмках, озерах, ставках і болотах. Часто зустрічається в антропогенних водоймах, у викидах теплої води з електростанцій і в деяких річках, але дуже рідко і нечисленно в глинистих ставках. Він може добре виживати в тимчасових суворих умовах (екстремальна температура та забруднення води), якщо вони недовговічні.

## Опис
Лівозакручена раковина, завдовжки 8-16 мм, діаметром 5-9 мм, з рівномірно і швидко зростаючими, не надто опуклими, овально-видовженими, тонкими, гладкими витками, злегка блискучими і прозорими, з близько розташованими лініями росту, без помітних спіральних ліній, жовтуватого відтінку. Верх раковини короткий, чітко виражений. У повністю статевозрілих особин губа раковини білого кольору.
Тіло равлика чорне або темно-сіре з фіолетовим відтінком. Мантія покрита золотистими плямами, які видно крізь панцир. Антени сірі, майже прозорі. Очі маленькі та чорні.

## Спосіб життя
Типовим середовищем проживання цього виду є мілкі і теплі стоячі або повільно проточні водойми з мулистим або піщаним ґрунтом і пишною рослинністю. Добре переносить періодичне погіршення параметрів води. У багатьох водоймах успішно співіснує з іншими видами равликів. Харчується переважно детритом і зеленими водоростями, а також діатомовими водоростями. Яйця розміром 0,8-1 × 0,5 мм, в кількості 20-400 (зазвичай менше 50) штук, відкладаються в подовжені кокони. За сприятливих умов молодняк вилуплюється через 20 днів. Дозрівають через 17-18 днів. За рік буває 2 покоління.